# Zaïnaba Ahmed
Pour les articles homonymes, voir Ahmed.
Zaïnaba Ahmed (née en 1960 à Mitsamiouli en Grande Comore) est une chanteuse comorienne surnommée la voix d'or. Elle est la première artiste comorienne à signer avec une maison de disques à l'étranger , tout en résidant aux Comores.

## Biographie
Née en 1960 à Mitsamiouli, dans une famille modeste de dix enfants, elle a commencé le chant à cinq ans, lors de mariage dans les îles.

## Carrière
Zaïnaba Ahmed, mère de cinq enfants et militante comorienne, a réussi à concilier une carrière exigeante au sein du gouvernement des Comores avec sa passion pour la musique. Elle a sorti trois albums qui s'inspirent de la musique traditionnelle de l'archipel. Ses chansons véhiculent des messages en faveur des femmes, à l'égalité des sexes, ainsi qu'en faveur des enfants et de leur éducation. Elle a d'ailleurs fondé une association au profit des droits des femmes,.